# Amtskette des Oberbürgermeisters von Hannover

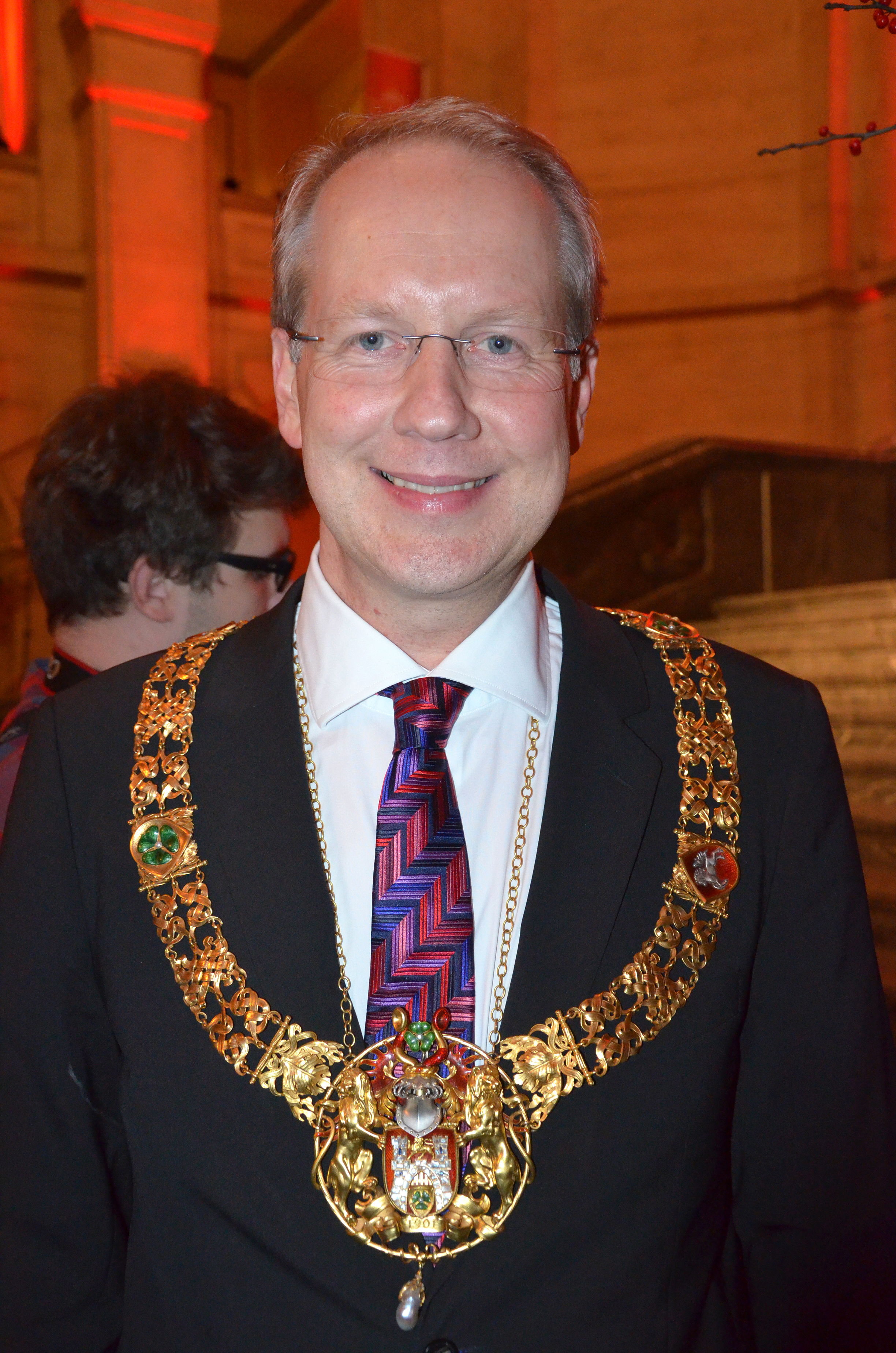
Oberbürgermeister Stefan Schostok mit der Amtskette 2014 beim Neujahrsempfang der Bürger von Hannover

Die Amtskette des Oberbürgermeisters von Hannover ist die vom Oberbürgermeister der niedersächsischen Landeshauptstadt Hannover getragene Amtskette. Die juwelenbesetzte Goldkette aus einer Legierung von rund 1,75 Kilogramm 18-karätigem Gelb- und Weißgold wird zumeist nur zu besonderen Feierlichkeiten sowie zu repräsentativen Anlässen getragen, etwa bei Empfängen für Staatsoberhäupter und Regierungschefs im Neuen Rathaus, bei Verleihungen der Ehrenbürgerwürden oder bei den Verpflichtungen der Bruchmeister zum Beginn des alljährlichen Hannoverschen Schützenfestes.

## Geschichte

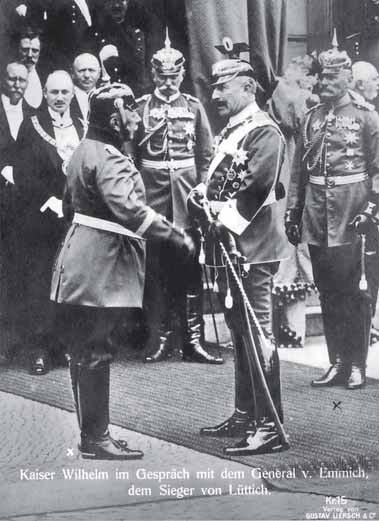
Kaiser Wilhelm II. begrüßt 1913 den General Otto von Emmich; Stadtdirektor Heinrich Tramm (links mit Amtskette) muss warten.

Die Amtskette wurde zur Zeit des Deutschen Kaiserreichs 1901 von der Firma W. Lameyer & Sohn, Fabrikation, Handlung u. Lager von Juwelen, Gold- und Silberarbeiten für rund 13.000 Goldmark (ca. 108.000 Euro) als Amtskette für den damaligen Stadtdirektor Heinrich Tramm angefertigt.
Die bandartig geflochtenen Glieder der Amtskette trugen seinerzeit ein Mittelteil, auf dem ein Porträt des gekrönten damaligen deutschen Staatsoberhauptes montiert war: Als Kaiser Wilhelm II. am 20. Juni 1913 zur Einweihung des Neuen Rathauses erschien, begrüßte dieser zuerst Vertreter des Deutschen Heeres, General Otto von Emmich, Heinrich Tramm als Vertreter der Bürger der Stadt Hannover mit seiner Amtskette hatte zu warten. Als Tramm an der Reihe war, begrüßte dieser den Kaiser laut einer Anekdote mit dem Spruch:

„Alles bar bezahlt, Majestät!“

wenngleich sich dieser Ausspruch eher auf den monumentalen Bau des Neuen Rathauses mit seinen Kunstwerken bezog.
Nach dem Ende des Ersten Weltkrieges, der Abdankung und Flucht des Kaisers und dem Ende der Monarchie in Deutschland wurde die Amtskette ab 1918 nicht mehr getragen und seither in einem Tresor der Firma Bode & Troue aufbewahrt. Zu Beginn der Bundesrepublik wurde die Kette 1950 durch einen Juwelier umgearbeitet: Das alte Mittelteil mit dem Bildnis des ehemaligen Kaisers wurde dem Historischen Museum am Hohen Ufer übergeben und durch ein neu gearbeitetes Teil ersetzt: „Gefertigt aus Weißgold und Email, Perlmutt, Saphir, Diamanten und Perlen“ und Ende 2013 mit einem – rein materiellen – Wert von rund 90.000 Euro ziert das Wappen der Stadt Hannover seitdem die Amtskette des Oberbürgermeisters als Ausdruck bürgerlicher Selbstverwaltung. Doch während der ehemalige OB (der heutige Ministerpräsident des Landes Niedersachsen) Stephan Weil noch 2013 zum traditionellen Neujahrsempfang lediglich ausgewählte Gäste ins Schloss von Herrenhausen eingeladen hatte, kündigte der im selben Jahr gewählte Oberbürgermeister Stefan Schostok „neue Dialoge [... und die Stärkung städtischer] Demokratie“ an: Zum Neujahrsempfang am 7. Januar 2014 hatte er, geschmückt mit der Amtskette, „alle Hannoveraner“ ins Neue Rathaus geladen – zum zwanglosen Dialog mit den Dezernenten, bei freiem Eintritt und ohne Voranmeldung, bei freiem Getränkeausschank und Musik.
Im Laufe von mehr als 100 Jahren haben vor dem amtierenden Oberbürgermeister 13 weitere Stadtoberhäupter die Amtskette getragen. Zu den überlieferten Bild-Dokumenten der Oberbürgermeister mit der hannoverschen Amtskette zählen Fotos von Wilhelm Weber, August Holweg etwa 1965 mit Queen Elisabeth II., Oberbürgermeister Herbert Schmalstieg beispielsweise bei der Unterzeichnung der Städtepartnerschaft mit Hiroshima, 1972 beim Schützenausmarsch und später mit Russlands Präsident Wladimir Putin, sowie der spätere Ministerpräsident Stephan Weil und von 2013 bis 2019 Stefan Schostok.

## Hannoversche Stadtoberhäupter mit Amtskette

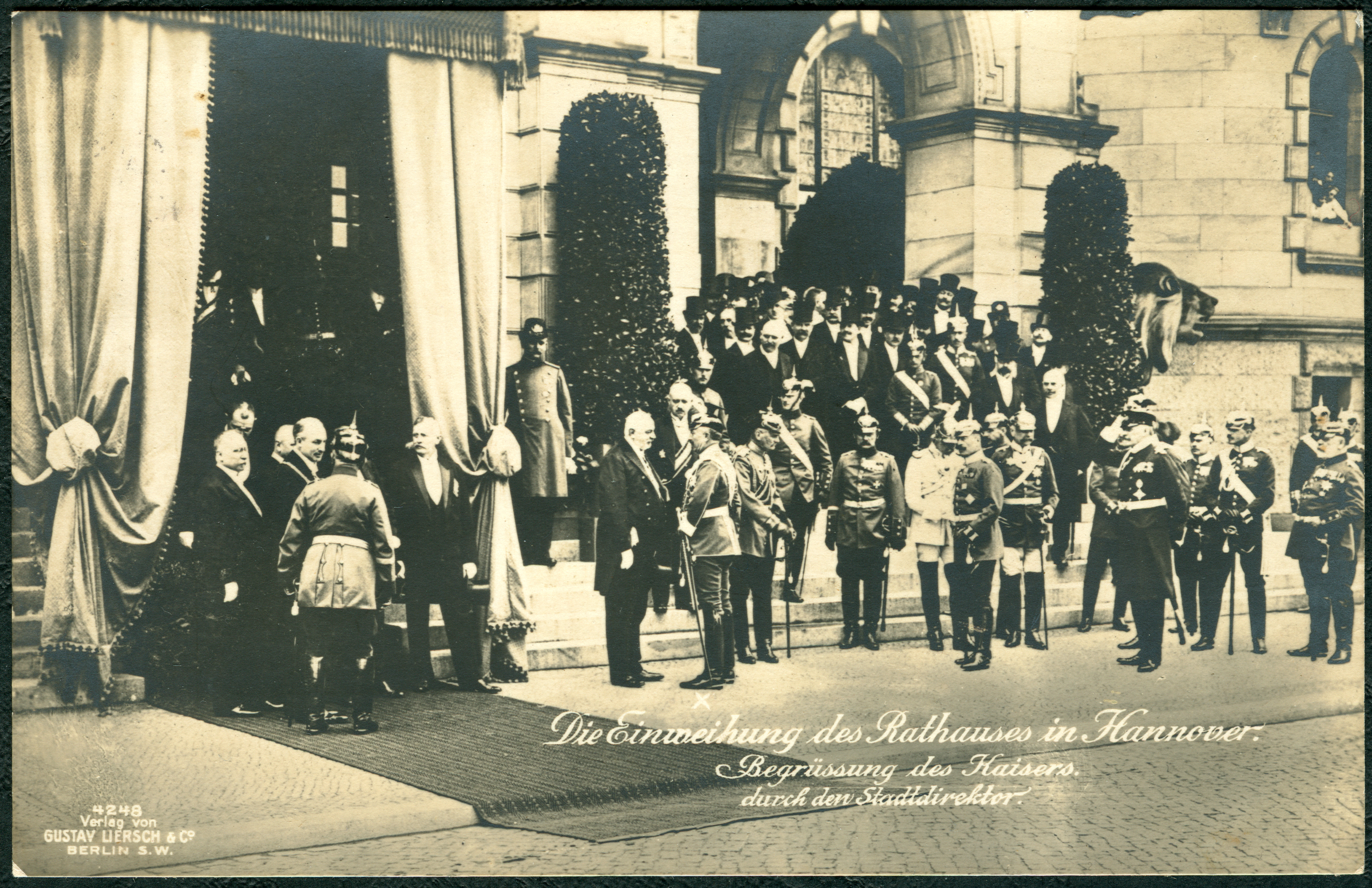
Stadtdirektor Heinrich Tramm (links unter dem Zeltdach) 1913 bei der Einweihung des Neuen Rathauses
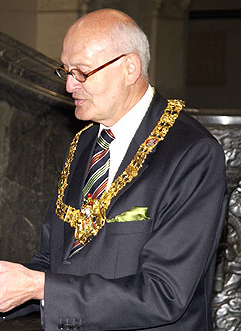
Oberbürgermeister Herbert Schmalstieg, 2005
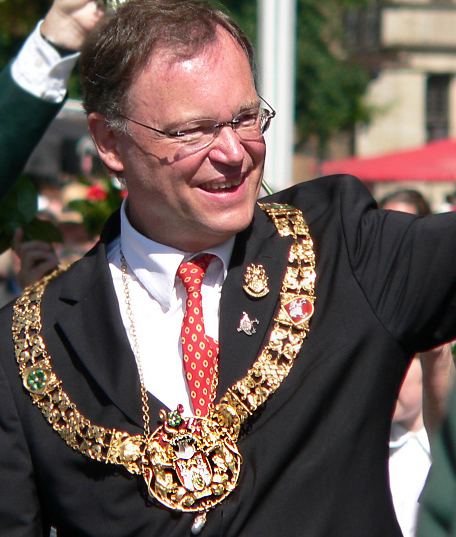
Stephan Weil beim Schützenausmarsch, 2009